# Malado Kaba
Pour les articles homonymes, voir Kaba.
Malado Kaba, née le 22 mars 1971, est une économiste guinéenne.
De 2015 à 2018, elle est la première femme Ministre de l'Économie et des Finances en République de Guinée. D'août 2019 en 2021, elle est présidente du Haut Conseil de l'autorité de régulation des secteurs de l'électricité et de l'eau potable en République de Guinée.

## Biographie
Malado Kaba est née le 22 mars 1971 dans le comté de Montserrado, à Monrovia, au Liberia. Alors qu'elle a trois mois, ses parents partent s'installer à Paris. Elle passera toute son enfance et adolescence entre Paris et la région parisienne. Malado Kaba a étudié au lycée Honoré de Balzac à Paris où elle a obtenu son baccalauréat en 1989.
Elle est diplômée de l'Université de Paris Nanterre avec un DESS en économie du développement obtenu en 1995 et une maîtrise en économie internationale obtenue en 1994. Elle est également titulaire d'un diplôme d'allemand de l'institut Goethe.
Malado Kaba a entamé son parcours professionnel en 1995 comme stagiaire au ministère français de la Coopération. En octobre 1996, elle décide de partir vivre en Guinée et travaille comme conseiller au cabinet du ministre des finances puis celui du ministre du plan et de la coopération de 1996 à 1999 à Conakry.
En 1999, Malado Kaba rejoint la commission européenne où elle travaille comme économiste et gestionnaire de projets pendant plus de 15 ans. Son travail a principalement porté sur l'analyse macroéconomique et la gestion des projets de développement au sein des délégations de l'Union Européenne (UE) en Guinée, en Jamaïque et en Afrique du Sud. Elle a géré un large portefeuille de projets dans divers domaines tels que la gestion des finances publiques, les politiques publiques, la santé, l'éducation et la décentralisation. Malado Kaba a également suivi les dialogues entre l'Afrique et l'UE concernant le groupe de travail du G-20 sur le développement, la mobilisation des recettes intérieures et la transparence budgétaire.
En juin 2014, Malado Kaba est recrutée en tant que directrice-pays pour la fondation « Initiative pour la Gouvernance en Afrique » (AGI) créée par l'ancien premier ministre britannique Tony Blair. Elle y a dirigé une équipe dont le travail a permis de fournir un appui et des conseils aux dirigeants et aux hauts fonctionnaires du gouvernement et de l'administration publique sur les infrastructures, l'énergie et l'épidémie d'Ebola. Malado Kaba a également été un membre clé de l'équipe chargée d'élaborer la stratégie post-Ebola de la Guinée et a assuré le secrétariat du pool économique du président de la république.
Le 4 janvier 2016, Malado Kaba est nommée ministre de l'Économie et des Finances par le président Alpha Condé. À la tête de ce ministère, elle a achevé la 8e revue d'un programme appuyé par le fonds monétaire international (FMI), clôturant pour la première fois de l'histoire de la Guinée, une série de revues. 
En 2017, elle négocie un nouveau programme historique avec le FMI, qui prévoyait une enveloppe de prêts non concessionnels de 650 millions de dollars. Elle a mené à terme une négociation de deux ans avec Eximbank China pour un financement de plus d'un milliard de dollars US pour la construction du plus grand barrage de Guinée (le barrage de Souapiti).
Parmi les autres résultats et actions, figure l'achèvement de négociations complexes pour un financement d'un milliard de dollars US pour les grands programmes d'infrastructure du pays à des conditions financières avantageuses en 2017. Malado Kaba a également œuvré à améliorer la transparence budgétaire avec la publication en 2016 des résultats de l'audit des marchés publics passés en 2013, 2014 et au premier semestre 2015, ainsi qu'en publiant de façon régulière sur le site web du ministère des finances la liste actualisée de tous les contrats de gré-à-gré. En octobre 2017, elle parvient à inscrire la Guinée dans la seconde vague de pays ciblés par l'initiative «Compact with Africa» lancée par la présidence allemande du G-20 et qui vise à accroître l'attractivité de l'Afrique pour les investissements privés.  À partir d'avril 2018, elle a également lancé la publication des prévisions trimestrielles des émissions de bons du Trésor par le gouvernement visant à améliorer la gestion des liquidités du Trésor.  
En mai 2018, Malado Kaba obtient un accord technique avec les services du FMI permettant de conclure avec satisfaction la première revue du nouveau programme soutenu par la facilité élargie de crédit du FMI.
Malado Kaba a accéléré les réformes visant à mettre en place le compte unique du Trésor et à éponger la première tranche d'un montant important de dette intérieure. Elle a initié une coopération avec d'autres homologues du continent et des institutions sous-régionales, telles que UEMOA-titres, pour renforcer et améliorer la gestion de la dette. En lançant un ambitieux programme de développement des NTIC dans son département, Malado Kaba a également réduit les temps de traitement des dossiers de 92% entre 2015 et 2018. Tout au long de son mandat, elle a également entrepris des actions visant à lutter contre la corruption, rationaliser les procédures et améliorer la qualité de service public rendu aux citoyens.
En décembre 2018, Malado Kaba a rejoint le conseil consultatif de l'African Women Leadership Fund qui vise à accélérer l'autonomisation économique des femmes. Puis en décembre 2019, elle rejoint le conseil d'administration de International Budget Partnership.
Malado Kaba a été nommée le 28 août 2019 présidente du Conseil de l'Autorité de régulation des services publics de l'électricité et de l'eau potable.
En 2020, Malado Kaba a été nommée pour être Amujae Leader de la cohorte inaugurale de 2020 du Centre présidentiel pour les femmes et le développement, programme phare mis en place par la Présidente Ellen Johnson Sirleaf. La vision de cette initiative Amujae est de promouvoir la place des femmes africaines dans le leadership public.
En Mai 2022, Malado Kaba est nommée directrice du Département genre, femmes et société civile de la Banque Africaine de Développement (BAD). La nomination dans sa fonction prend effet à compter du 16 juin 2022.

## Prix et reconnaissances
- En décembre 2017, elle fut nommée parmi les 10 meilleurs ministres des finances d'Afrique  par Financial Afrik[17].

- Lauréate du Prix Bonne Gouvernance et Administration Publique de l'édition 2019[18] des AWA, All Africa Women’s Agenda [19]